# 尉庆宾
尉庆宾（？—529年），河南郡洛阳县（今河南省洛阳市东）人，太尉、渔阳庄王尉眷之孙，征西大将军、渔阳王尉多侯之侄，北魏官员。

## 生平
尉庆宾善于骑马射箭，有用兵的谋略。魏孝文帝时期，尉庆宾以员外散骑侍郎为起家官，略微升任左将军、太中大夫。魏孝明帝时期，朝廷商议要送柔然可汗阿那瓌回到本国，尉庆宾上奏疏坚决不同意，没有得到采纳。后来柔然捉住行台元孚，大肆掳掠北魏的北方边境。魏孝明帝诏令尚书令李崇前往讨伐柔然，尉庆宾作为别将隶属李崇，出塞后返回。元法僧向南梁叛变时，梁武帝萧衍派遣豫章王萧综镇守徐州，魏孝明帝诏令尉庆宾为别将，隶属安丰王元延明前往讨伐萧综。后来尉庆宾出任后将军、肆州刺史。当时尔朱荣的军威逐渐强盛，孝昌二年（526年）八月，尔朱荣率领部众经过肆州。尉庆宾畏惧和讨厌尔朱荣，据城不出。尔朱荣怨恨尉庆宾，派贺拔岳袭击肆州。尉庆宾的别驾姚和做了尔朱荣的内应，尔朱荣于是杀害尉庆宾的僚属，将尉庆宾拘捕到秀容，称他为义父。后来尉庆宾因为母亲去世回到洛阳，很快被起用出任平东将军、光禄大夫、都督，镇守汝阴。永安元年（528年），郢州刺史元愿达投降南梁，北魏朝廷征召都督尉庆宾返回京师，他的部队调拨给抚军将军、豫州刺史源子恭，前往讨伐元愿达，尉庆宾后来回到朝廷，于永安二年（529年）去世，朝廷赠予车骑将军、雍州刺史，又追加赠予侍中、司空公。

## 家庭

### 子女
- 尉豹，北魏代理颍州刺史
- 尉瑾，北齐尚书右仆射
- 尉静